# Vladimír Perk
Vladimír Perk (Plzeň, 22 luglio 1920 – 2 gennaio 1998) è stato un calciatore cecoslovacco, di ruolo centrocampista.

## Carriera

### Nazionale
Debutta con la Cecoslovacchia il 7 aprile 1946 contro la Francia (3-0).